# Abbaye de Göllingen
L'abbaye de Göllingen est une ancienne abbaye bénédictine à Göllingen, dans le Land de Thuringe et le diocèse d'Erfurt.

## Histoire
Par la dendrochronologie, on estime dans les années 1990 la date de la construction de l'abbaye en 992. Elle est mentionnée pour la première fois en 1005 comme une abbaye-fille d'Hersfeld. Gunther de Schwarzbourg lègue de vastes domaines qui permet l'accroissement de l'abbaye au XIe siècle. L'église est reconstruite au XIIIe siècle. Elle subit la présence de la Réforme protestante et la guerre des Paysans allemands (notamment la bataille de Frankenhausen).
L'abbaye est dissoute en 1606 et les domaines reviennent au landgraviat de Hesse. Les traités de Westphalie font un échange entre le landgraviat et l'abbaye de Hersfeld.
En 1946, on installe une conserverie dans l'église abbatiale. Elle ferme en 1995. Mais elle subit de fortes détériorations par la présence d'une activité agricole. En 1995, la fondation des châteaux et de jardins de Thuringe (de) acquiert les ruines et organise des évènements.
Les ruines sont la tour occidentale, la crypte, des parties de l'abside principale et une partie du mur sud du chœur de l'église abbatiale.

## Source de la traduction
- (de) Cet article est partiellement ou en totalité issu de l’article de Wikipédia en allemand intitulé « Kloster Göllingen » (voir la liste des auteurs).